# Maroš Šefčovič
Maroš Šefčovič (Pozsony, 1966. július 24. –) szlovák diplomata és politikus. 2009 decemberétől az Európai Bizottság oktatási, ifjúsági és kulturális biztosa majd Kereskedelem és gazdasági biztosa. 

## Élete

### Tanulmányai
A Pozsonyi Közgazdaságtudományi Egyetemen tanult 1984-től 1985-ig, majd a moszkvai Nemzetközi Kapcsolatok Intézetében (MGIMO) folytatta tanulmányait, ahol 1990-ben végzett. Még abban az évben jogi doktor lett a pozsonyi Comenius Egyetemen. 1996–2000 között a Comenius Egyetemen PhD-képzésen vett részt, kutatási területe az európai jog volt.

### Szakmai karrierje
1990-ben Csehszlovákia külügyminisztériumában kezdett dolgozni a külügyminiszter-helyettes mellett. 1991-től 1992-ig Csehszlovákia zimbabwei nagykövetségén volt külszolgálaton konzuli, majd III. osztályú titkári rangban, majd 1992-től 1995-ig már az önálló Szlovákia kanadai nagykövetségének első beosztottja volt II. o. titkári rangban.
1995-ben tért vissza Szlovákiába, ahol három évig a szlovák külügyminisztérium EU és NATO Főosztályán dolgozott, többek között a főosztály helyettes vezetője is volt. 1998–1999 között Szlovákia állandó EU-képviseletén teljesített külszolgálatot, mialatt a misszió helyettei vezetője is volt.
1999 és 2002 között Szlovákia izraeli nagyköveteként szolgált. 2002-es hazatérését követően két évig a szlovák külügyminisztérium általános igazgatója volt.
2004-ben lett Szlovákia állandó EU-képviselője, 2009. december 1-jétől pedig az első Barroso-bizottságban ő lett az oktatási, ifjúsági és kulturális ügyekért felelős biztos, Ján Figeľt váltotta ezen a poszton. A második Barroso-bizottságban Szlovákia képviselőjeként az adminisztratív és az intézményközi ügyeket felügyelő bizottsági elnökhelyettesi posztra jelölték.
2019-ben sikeresen közvetített Oroszország és Ukrajna között a gázszállítás kérdésében, ami egy új tranzitmegállapodás megkötéséhez vezetett.
2021 végén a Politico Europe Európa legbefolyásosabb embereinek éves rangsorában a „cselekvők” kategória 8. helyére tette. Az Európai Bizottságben töltött negyedik ciklusát az intézményközi kapcsolatokért és tervezésért felelős alelnökként kezdte, de Michel Barnier Brexit-főtárgyaló távozását követően az Egyesült Királysággal való kapcsolatok kialakításával is megbízták, amelyeket elődjénél kompromisszumkészebb hangnemben kezdett meg. Emellett a Svájccal hét éve húzódó kereskedelmi vitákra is megoldást kellene találnia.

## Magánélete
Šefčovič nős, három gyermeke van.